# 罗家港站
罗家港站位于中华人民共和国湖北省武汉市洪山区，是武汉地铁4号线的地铁车站。

## 車站结构

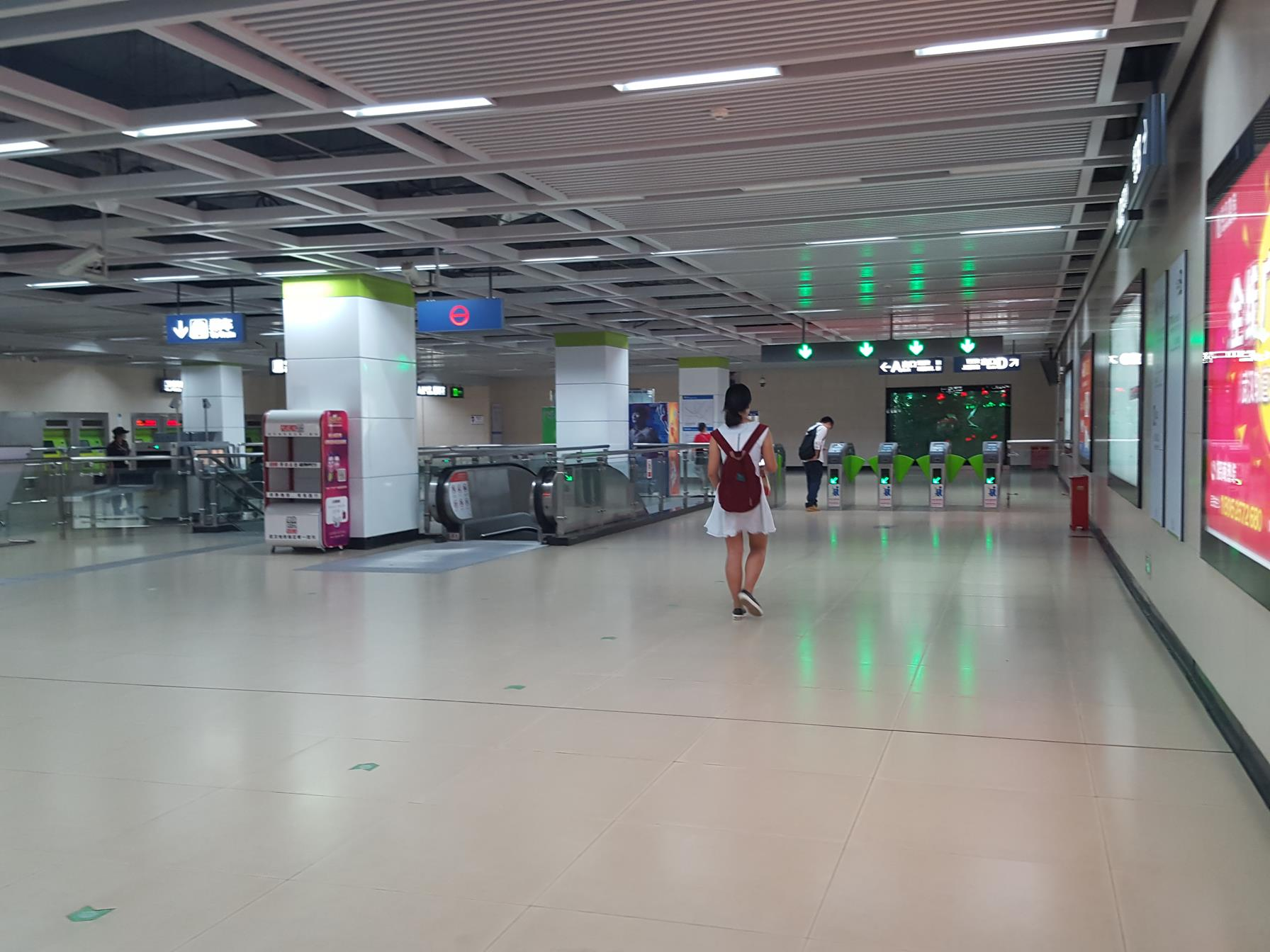
站廳層

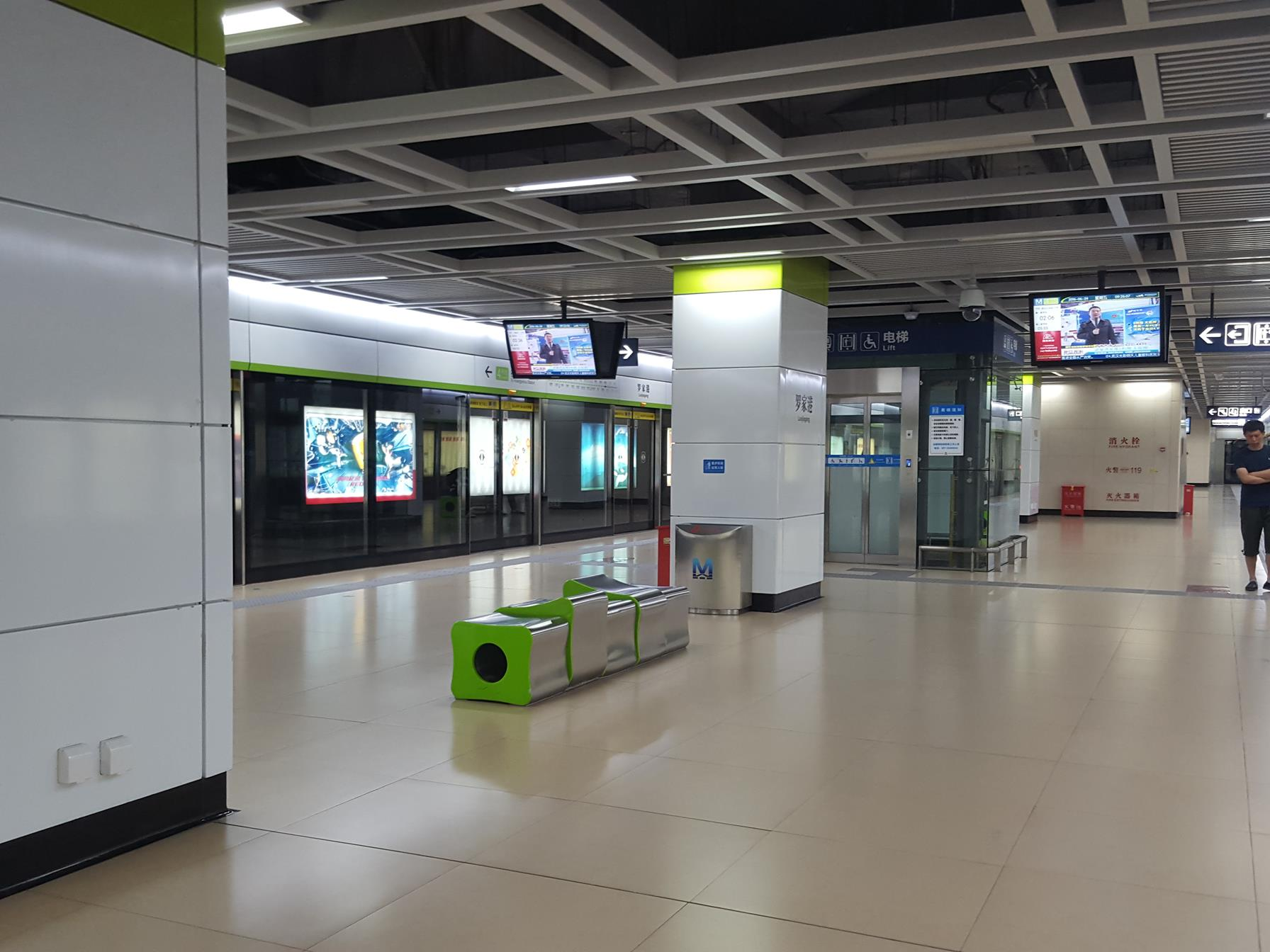
站台層

车站位于武汉二环线与罗家港之间，为地下两层岛式站台：地下一层站厅，地下二层站台。共设四个出入口。 

### 楼层分布
| 地面     | 地面               | 出入口                               |  |  |
| 地下一层 | 站厅               | 售票机、客服中心、武漢通充值、洗手間 |  |  |
| 地下二层 |                    | █ 4号线 往柏林（铁机路）             |  |  |
|          | 岛式站台，左侧开门 |                                      |  |  |
|          |                    | █ 4号线 往武汉火车站（园林路）       |  |  |

### 車站出口
|                                                 |      |                                             |
| 出口編號                                        | 設施 | 建議前往的目的地                            |
| A                                               |      | 羅家港路 沙湖港北路、東亭．新嘉源、東亭庭園 |
| B                                               |      | 羅家港路 鐵機盛世家園                       |
| D                                               |      | 沙湖港北路                                  |
| 注： 設有升降機 \| 設有輪椅升降台 \| 設有洗手間 |      |                                             |

## 运营信息
- 4号线首末班车时间

### 内部链接
- 武汉地铁车站列表